# Miasto Beli Manastir
Miasto Beli Manastir (chorw. Grad Beli Manastir) – jednostka administracyjna w Chorwacji, w żupanii osijecko-barańskiej. W 2011 roku liczyła 10 068 mieszkańców.